# Sint-Eligiuskerk (Sint-Eloois-Vijve)

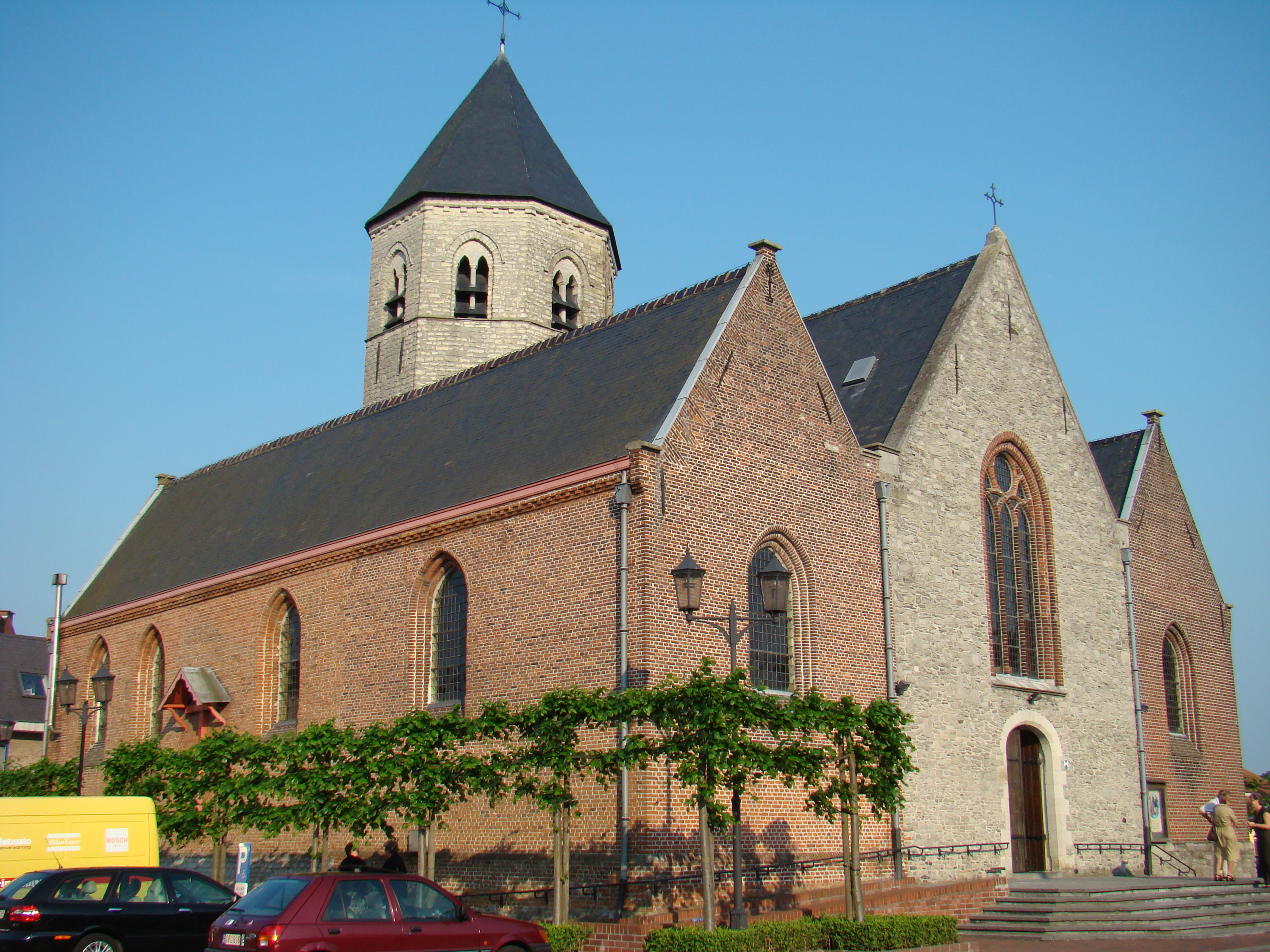
Sint-Eligiuskerk

De Sint-Eligiuskerk is de parochiekerk van de tot de West-Vlaamse gemeente Waregem behorende plaats Sint-Eloois-Vijve, gelegen aan het Sint-Elooisplein.

## Geschiedenis
In de 11e of mogelijk al in de 10e eeuw zou hier, nabij de burcht, een kerkje hebben gestaan. In elk geval in 1119 was Sint-Eloois-Vijve een zelfstandige parochie, afgesplitst van die van Harelbeke. Omstreeks 1200 zou een romaanse eenbeukige kruiskerk zijn gebouwd. Ergens omstreeks 1500 zou deze van een groter, laatgotisch koor zijn voorzien.
Omstreeks 1532 brandde de kerk af en ging het kerkmeubilair verloren. Tot 1560 werd de kerk herbouwd en uitgebreid tot een tweebeukig bouwwerk. Vermoedelijk in 1566 werd de kerk echter getroffen door de Beeldenstorm. Ook in 1580 vonden zodanige vernielingen plaats dat enkel de toren overeind bleef.
In de eerste helft van de 17e eeuw werd de kerk herbouwd, terwijl vanaf 1630 ook in nieuw kerkmeubilair werd voorzien. Van 1645-1646 werd de kerk door Franse troepen als opslagplaats gebruikt. In 1667-1668 werd de kerk hersteld. Er kwam nieuw kerkmeubilair, maar in 1710 werd de kerk opnieuw beschadigd door een buskruitontploffing bij een Franse aanval.
In 1764 zou er sprake geweest zijn van een tweebeukige kerk met transept en vieringtoren.
Van 1898-1902 werd een zuidelijke zijbeuk aangebouwd naar ontwerp van Jules Soete, in neogotische stijl. In 1966 werd het kerkhof naar een nieuwe begraafplaats overgebracht. In 1977 werden er Romeinse dakpannen ontdekt in muurresten van de vroegere romaanse kerk.

## Gebouw
Het betreft een driebeukige hallenkerk met achtkante romaanse vieringtoren van omstreeks 1200 en vierzijdig afgesloten koor.

## Interieur
In het schip zijn muurresten te vinden van Doornikse steen en blauwe hardsteen, afkomstig van vroegere bouwfasen. Het schip wordt overkluisd met een houten gewelven.
Het kerkmeubilair is overwegend neogotisch. Enkele 17e en 18e eeuwse grafstenen zijn nog aanwezig.